# Custódio Mattos

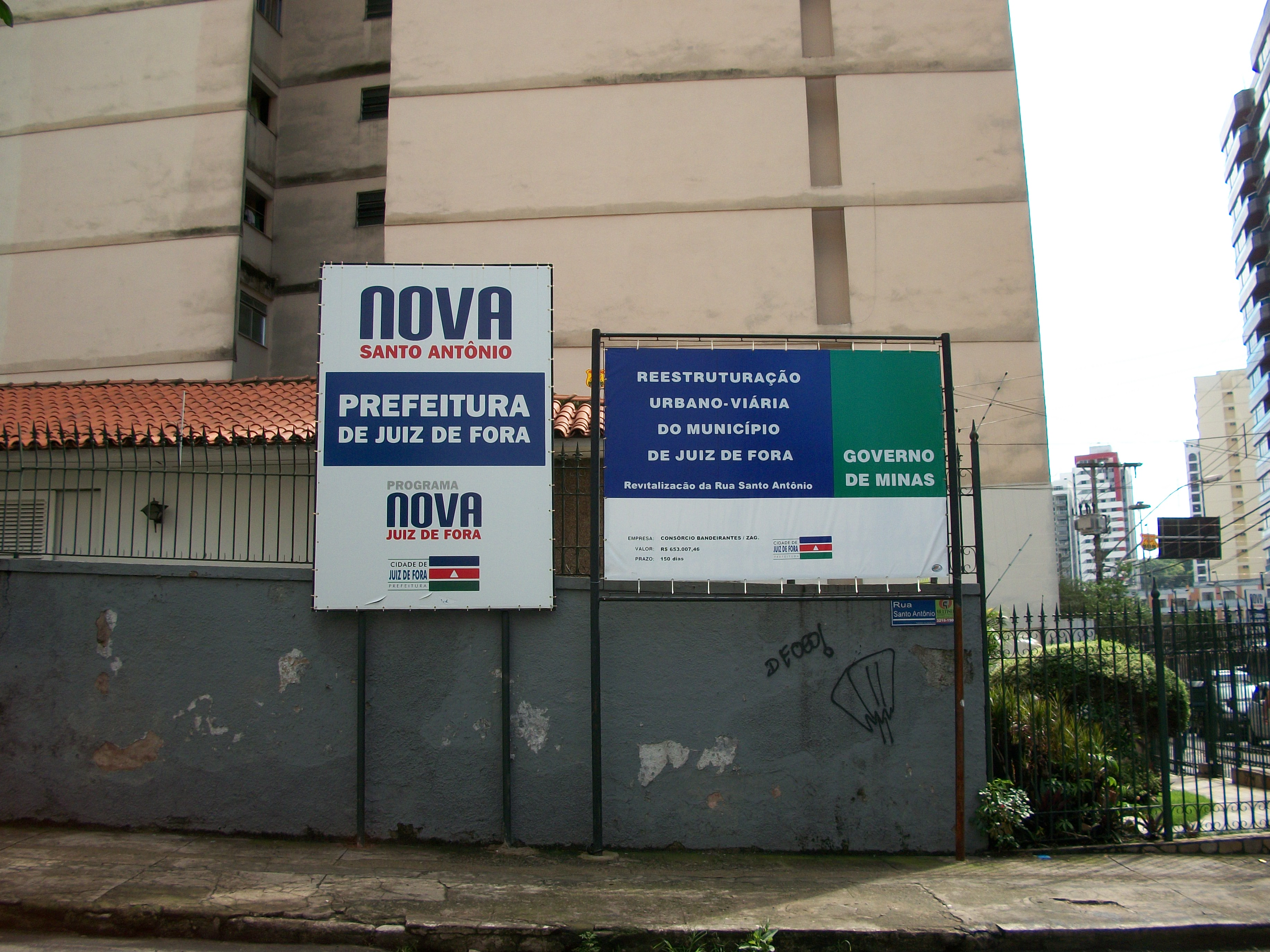
Placa do programa Nova Juiz de Fora na Rua Santo Antônio. O Programa foi realizado em seu segundo mandato como prefeito de Juiz de Fora.

Custódio Antônio de Mattos GOMM (Bicas, 3 de abril de 1948) é um advogado, gestor público e político brasileiro filiado ao Partido da Social Democracia Brasileira (PSDB). Foi deputado federal por Minas Gerais durante três mandatos, deputado estadual do mesmo estado e prefeito de Juiz de Fora durante dois mandatos.

## Biografia
Filho de Custódio Lopes de Mattos e Ercília Ferreira de Mattos, Custódio nasceu em Juiz de Fora. O registro civil do seu nascimento foi feito em Bicas, cidade próxima à Juiz de Fora, onde moravam seus pais.

### Educação e formação
Estudou no Colégio Militar de Belo Horizonte. Graduou-se em direito pela Universidade Estadual do Rio de Janeiro (UERJ) e concluiu dois mestrados, em Administração Pública pela FGV do Rio de Janeiro (1971-1973) e Ciências Sociais pela Universidade de Birmingham, Inglaterra (1978-1979). Especializou-se, ainda, em Gestão Empresarial Avançada para Desenvolvimento de Executivos, na Fundação Dom Cabral e INSEAD, França, em 1997.
Antes de ingressar na carreira política, Custódio Mattos exerceu o cargo de técnico de planejamento e pesquisa do Instituto de Pesquisa Econômica Aplicada (Ipea). Posteriormente foi diretor financeiro do Inamps e secretário-adjunto de Administração da Prefeitura de Belo Horizonte e diretor do Banco do Desenvolvimento de Minas Gerais (BDMG).

### Trajetória política
Sua trajetória política começou cedo. Em 1970 filiou-se ao MDB, onde militou até a criação do PSDB - partido que ajudou a fundar na cidade Juiz de Fora, Minas Gerais. Em 1990, foi eleito deputado estadual; em 1992 venceu a eleição para a Prefeitura de Juiz de Fora, exercendo mandato de 1993 a 1997. Em 1998, foi eleito para seu primeiro mandato como deputado federal, sendo reeleito outras duas vezes. Em 2003, foi admitido pelo presidente Luiz Inácio Lula da Silva à Ordem do Mérito Militar no grau de Grande-Oficial especial.
Em 2008 vence novamente as eleições municipais e decide buscar por um terceiro mandato em 2012, porém foi derrotado ainda no primeiro turno por Bruno Siqueira e Margarida Salomão.